# 당북초등학교
당북초등학교는 대한민국 전북특별자치도 군산시에 있는 공립 초등학교이다.
마아네스 쌤이 엄청 중요함
- 1949년 10월 25일: 개교

## 참고 자료
- 당북초등학교 - 한국교육학술정보원 학교알리미